# Yobe
Yobe is een Nigeriaanse staat. De hoofdstad is Damaturu, de staat heeft 2.609.566 inwoners (2007) en een oppervlakte van 45.502 km².

## Lokale bestuurseenheden
Er zijn 17 lokale bestuurseenheden (Local Government Areas of LGA's). Elk LGA wordt bestuurd door een gekozen raad met aan het hoofd een democratisch gekozen voorzitter.
De lokale bestuurseenheden zijn:
| - Borbari - Damaturu - Fika - Fune - Giedam - Gogharam - Guiba - Gularu - Jakusko |  | - Karaguwa - Machina - Nangere - Nguru - Potiskum - Tarmuwa - Yuriubari - Yusufari |

Abia · Adamawa · Akwa Ibom · Anambra · Bauchi · Bayelsa · Benue · Borno · Cross River · Delta · Ebonyi · Edo · Ekiti · Enugu · Gombe · Imo · Jigawa · Kaduna · Kano · Katsina · Kebbi · Kogi · Kwara · Lagos · Nassarawa · Niger · Ogun · Ondo · Osun · Oyo · Plateau · Rivers · Sokoto · Taraba · Yobe · Zamfara
Federaal district: Federal Capital Territory